# セイラ (ものまねタレント)
セイラ（本名：速水彩、1978年2月21日 - ）は、日本のものまねタレント。千葉県出身。所属事務所はオフィス南。本名「速水彩」として、シンガーソングライター、アーティスト、歌手、ライブ活動をおこなっている。

## ものまねレパートリー
- 一青窈
- 中島みゆき
- ディーナ・ジョーンズ（映画「ドリームガールズ」より）
- レディー・ガガ
- クレヨンしんちゃん
- 工藤静香
- 吉田美和（DREAMS COME TRUE）
- 中森明菜
- 中島美嘉
- 三原じゅん子
- ジュディ・オング

## 出演番組
- 爆笑そっくりものまね紅白歌合戦スペシャル（フジテレビ）
- ものまねナイトニッポン(ニッポン放送)